# Epifani I de Constància
Epifani I de Constància o Epifani de Salamina (Eleuteròpolis, actual Bayt Djibrin, Palestina, ca. 315 - al mar, camí de Xipre, 403) fou un bisbe de Constància, antiga Salamina de Xipre (Xipre), considerat Pare de l'Església. Partidari de l'iconoclasme, tal com estableixen els manaments de l'Èxode, és venerat com a sant a tota la cristiandat.
Epifani, en grec Ἐπιφάνιος (Epifánios) fou bisbe de Constància (l'antiga Salamina de Xipre) i metropolità de Xipre. Va néixer a Bezanduca a Palestina (districte d'Eleuteròpolis) a la primera meitat del segle iv de pares jueus. De jove va anar a Egipte i va ser introduït entre els gnòstics però després alguns monjos el van convèncer d'adoptar la vida monàstica. Va tornar més tard a Palestina i va viure allí uns anys com a monjo, fundant un monestir al seu poble natal. El 376 fou escollit bisbe de Constància.
Parlava hebreu, siríac, grec i llatí i fou conegut per πεντάγλωσσος (Pentaglossos). Fou dogmàtic i sense esperit crític ni lògica. Fou opositor violent d'Orígenes i dels antropomorfites. També es va enfrontar amb Joan Crisòstom, que va protegir a Constantinoble alguns monjos de Nítria expulsats com origenistes pel bisbe Teòfil d'Alexandria.
El 401 va celebrar un sínode de bisbes xipriotes, i l'assemblea va condemnar les doctrines d'Orígenes. Epifani va anar a Constantinoble a portar les notícies i va interferir en el govern de la seu de Joan Crisòstom, amb el qual va tenir uns disputa verbal violenta. Va morir en un vaixell quan tornava a Xipre el 402.

## Obra escrita
Les obres que es conserven són:
- Ancoraius, exposició de la doctrina de la trinitat
- Panarium, contra les heretgies
- Un epítom anomenat Anacephalaeosis
- De Ponderibus et Mensuris liber
- Dues cartes, una al bisbe Joan de Jerusalem i una a Jerònim